# Fissidens terricola
Fissidens terricola är en bladmossart som beskrevs av Irmscher 1921. Fissidens terricola ingår i släktet fickmossor, och familjen Fissidentaceae. Inga underarter finns listade i Catalogue of Life.